# 이치하나역
이치하나역(일본어: 市塙駅)은 일본 도치기현 하가군 이치카이정에 위치한 모카 철도 모카 선의 철도역이다. 상대식 승강장 2면 2선의 구조를 갖춘 지상역이다.

## 이용 현황
| 승차별 인원 추이 | 승차별 인원 추이   |
| 연도             | 1일 평균 승차 인원 |
| ---------------- | ------------------ |
| 2007             | 122                |
| 2008             | 137                |
| 2009             | 121                |
| 2010             | 116                |
| 2011             | 128                |
| 2012             | 101                |
| 2013             | 100                |
| 2014             | 93                 |
| 2015             | 88                 |

## 역 주변
- 이치카이 정청
- 도치기 현도 135호 이치하나테이류조 선

## 역사
- 1920년 12월 15일 : 일본 철도성의 역으로서 개업.
- 1970년 3월 10일 : 간이 위탁화.
- 1987년 4월 1일 : 일본국유철도 분할 민영화에 의해, 동일본 여객철도가 승계.
- 1988년
  - 3월 31일 : 위탁 해제, 무인화.
  - 4월 11일 : 모카 철도로 이관.
- 1994년 3월 14일 : 국철 시대에 철거되었던, 교환 설비 부활.

## 인접 역
| 모카 철도 ■ 모카 선  | 모카 철도 ■ 모카 선 | 모카 철도 ■ 모카 선    |
| -------------------- | ------------------- | ---------------------- |
| 다타라 시모다테 방면 | 모카 선             | 사사하라다 모테기 방면 |